# Neil Swainson
Neil James Sinclair Swainson (Victoria (Brits-Columbia), 15 november 1955) is een Canadees jazzcontrabassist. Swainson begon zijn carrière in Victoria, British Columbia, toen hij bezoekende Amerikaanse muzikanten steunde, zoals Herb Ellis, Barney Kessell en Sonny Stitt. In 1976 verhuisde hij naar Vancouver nadat hij bij het Paul Horn Quintet had gespeeld en twee jaar een band had geleid. Hij verhuisde in 1977 naar Toronto.

## Biografie
Swainson is een toonaangevende Canadese jazzspeler geworden sinds de jaren 1980, toen hij begon te spelen met beroemde lokale en bezoekende acts, waaronder Tommy Flanagan, Rob McConnell, Ed Bickert, Slide Hampton, James Moody, Jay McShann, Moe Koffman, Lee Konitz, Joe Farrell, George Coleman en Woody Shaw. Hij werkte samen met Woody Shaw en verscheen op twee van diens opnamen: In My Own Sweet Way (In + Out Records 7003) en Solid (Muse Records). Hij toerde ook vaak met Shaw in New York en op veel Europese tournees.
Een samenwerking tussen Swainson en pianist George Shearing vond plaats in 1986, nadat Swainson in 1988 Don Thompson had vervangen. Deze relatie ging door tot het overlijden van Shearing in 2011. Ze hebben door heel Noord-Amerika, het Verenigd Koninkrijk, Europa, Australië, Hong Kong en Japan gereisd. Ze speelden met muzikanten als Joe Williams, Nancy Wilson, Diana Krall, Robert Farnon en Mel Tormé. Samen maakten de twee talloze opnamen, waaronder: A Perfect Match (met Ernestine Anderson, (Concord Jazz), Dexterity (Concord Jazz), Mel & George "do" World War II (Concord Jazz), I Hear a Rhapsody (Telarc Records), How Beautiful is Night (met Robert Farnon, Telarc Records), Walkin'  (Telarc Records), That Shearing Sound (Telarc Records), Joe Williams: A Song Is Born en Paper Moon (Telarc Records).
Swainson heeft zijn eigen album 49th Parallel (Concord Jazz) opgenomen in 1987. Zijn opnamen bevatten Woody Shaw op trompet en Joe Henderson op saxofoon, samen met tal van andere muzikanten, zoals Jay McShann, Geoff Keezer, Doc Cheatham, Sam Noto, Don Thompson, Peter Leitch, Pat LaBarbera, Joe LaBarbera, Rob McConnell, Ed Bickert, Lorne Lofsky, Kirk MacDonald en JMOG, een coöperatieve band met Kevin Dean en Pat LaBarbera. Swainson toerde ook wereldwijd met de zangeres Roberta Gambarini en ook met pianist Gene DiNovi in Japan. Hij nam So In Love (Marshmallow), Golden Earrings (Marshmallow), Smile (Five Stars Records) en Gene DiNovi at Red Brick Warehouse Live op in Yokohama (Marshmallow). Swainson werkt nu op het Humber College (Lakeshore Campus) als professor in de bas-afdeling na het behalen van een muziekdiploma. Hij blijft ook muziek componeren en freelancen in Toronto.

## Prijzen en onderscheidingen
- 1990 Best Jazz Album – Jon Ballantyne, Skydance (Justin Time)
- 1993 Best Jazz Album – P.J. Perry, My Ideal (Unity)
- 1999 Best Mainstream Jazz Album – Kirk MacDonald, The Atlantic Sessions (Koch)
- 2000 Best Traditional Album – Instrumental

## Discografie

### Als leader
- 49th Parallel (Concord Jazz, 1987)

### Als sideman
Met Jay McShann
- 1985: Airmail Special (Sack)

Met Walter Norris
- 1990: Lush Life (Concord Jazz)

Met Woody Shaw
- 1986: Solid (Muse)
- 1987: In My Own Sweet Way (In + Out)

Met George Shearing
- 1987: Dexterity (Concord Jazz)
- 1988: A Perfect Match (Concord Jazz)
- 1989: George Shearing in Dixieland (Concord Jazz)